# Max Dehning
Max Dehning (* 9. September 2004 in Soltau) ist ein deutscher Leichtathlet, der sich auf den Speerwurf spezialisiert hat.

## Leben
Er kam in der norddeutschen Mittelstadt Soltau in der Lüneburger Heide zur Welt. Bereits als Kind sehr sportbegeistert, spielte er Fußball und Handball und kam schließlich über seine Schwester, die Siebenkampf betrieb, zur Leichtathletik. Er schloss sich 2015 dem TuS Bergen an, der Mitglied in der LG Celle-Land ist. Im Alter von 14 Jahren begann er mit planmäßigem Wurftraining und seit der U16 wurde Dehning regelmäßig deutscher Meister in seiner jeweiligen Altersklasse. Betreut wurde er in dieser Zeit von Trainer Björn Lippa.
Am 18. September 2021 warf er in Jena den 700 Gramm schweren U18-Speer auf 80,11 Meter und übertraf damit erstmals und als zweiter deutscher U18-Athlet überhaupt die 80-Meter-Marke. Nachdem er im Rahmen seines Fachabiturs ein Praktikum beim TSV Bayer 04 Leverkusen absolviert hatte, wechselte er Anfang 2022 zu diesem Verein. Im August gleichen Jahres nahm er an den U20-Weltmeisterschaften im kolumbianischen Cali teil und musste sich dort lediglich dem Ukrainer und damaligen U20-Weltjahresbesten Artur Felfner geschlagen geben. Fast genau ein Jahr später sicherte sich Dehning im August 2023 bei den U20-Europameisterschaften in Jerusalem abermals die Silbermedaille – diesmal hinter dem Ungarn György Herczeg.
Internationale Aufmerksamkeit erregte er am 25. Februar 2024: Er gewann die deutschen Winterwurf-Meisterschaften Halle an der Saale überlegen mit dem neuen U20-Weltrekord (und inoffiziellen U23-Weltrekord) von 90,20 Metern. Damit verbesserte Dehning seine persönliche Bestleistung um mehr als elf Meter und wurde zum jüngsten Speerwerfer, der je die 90 Meter überworfen hat, und zum erst sechsten Deutschen, dem dies gelang; gleichzeitig erfüllte er mit dieser Leistung auch die Normen für die Europameisterschaften, die im Juni 2024 in der italienischen Hauptstadt Rom ausgetragen wurden, sowie für die Olympischen Sommerspiele im August 2024 in Paris. Zu den Europameisterschaften reiste er als Weltjahresbester an. Zwar gelang ihm die Qualifikation für das Finale – dort blieb er allerdings als einziger Athlet unter 80 Metern und musste sich mit dem zwölften und letzten Platz begnügen.
Im Oktober 2024 gab er bekannt, zur LG Offenburg gewechselt zu sein und dort ist sein Trainer der Bundestrainer und DLV-Teammanager Speerwurf Boris Obergföll.

## Statistik

### Ergebnisse bei internationalen Großveranstaltungen
| Datum          | Austragungsort | Veranstaltung             | Platzierung | Weite   |
| -------------- | -------------- | ------------------------- | ----------- | ------- |
| 17. Juli 2021  | Tallinn        | U20-Europameisterschaften | 17.         | 63,96 m |
| 5. August 2022 | Cali           | U20-Weltmeisterschaften   | 2.          | 77,24 m |
| 9. August 2023 | Jerusalem      | U20-Europameisterschaften | 2.          | 78,07 m |
| 12. Juni 2024  | Rom            | Europameisterschaften     | 12.         | 76,16 m |
| 6. August 2024 | Paris          | Olympische Sommerspiele   | 22.         | 79,24 m |

### Jahresbestleistungen
| Jahr | Weite           |
| ---- | --------------- |
| 2020 | 75,57 (700 g)   |
| 2021 | 80,11 m (700 g) |
| 2021 | 68,70 m         |
| 2022 | 79,13 m         |
| 2023 | 78,07 m         |
| 2024 | 90,20 m         |